# Samuel Šefčík
Samuel Šefčík (Bratislava, 4 novembre 1996) è un calciatore slovacco, ala del Ružomberok.

## Palmarès

### Club

#### Competizioni nazionali
- Coppa di Slovacchia: 2

Slovan Bratislava: 2016-2017
Ružomberok: 2023-2024